# A night in the next LIFE
a night in the next LIFE（ア ナイト イン ザ ネクスト ライフ）は、1991年8月23日に東芝EMIから発表された、高橋幸宏のライブ・アルバム。全16曲。1991年4月29日に渋谷 ON AIRで行われたライブの模様を収録。

## 曲目
1. ありがとう
作詞・作曲:細野晴臣
2. BETSU-NI
作詞・作曲:STEVE JANSEN・高橋幸宏
3. FOREVER BURSTING INTO FLAME
作詞:CHRIS MOSDELL/作曲:高橋幸宏
4. FAIT ACCOMPLI
作詞:STEVE JANSEN/作曲::高橋幸宏
5. 機関車
作詞・作曲:小坂忠
6. ちょっとツラインダ
作詞:鈴木慶一/作曲:THE BEATNIKS
7. 6,000,000,000の天国
作詞:鈴木慶一/作曲:THE BEATNIKS
8. 神を忘れて、祝へよ X'mas time
作詞:鈴木慶一/作曲:高橋幸宏
9. 1%の関係
作詞:鈴木慶一/作曲:高橋幸宏
10. 愛はつよい stronger than iron
作詞:CHRIS MOSDELL・森雪之丞・高橋幸宏/作曲:高橋幸宏
11. EVERYDAY LIFE
作詞:森雪之丞/作曲:高橋幸宏
12. 震える惑星（ほし）
作詞:森雪之丞/作曲:高橋幸宏
13. 音楽殺人
作詞:CHRIS MOSDELL/作曲:高橋幸宏
14. DISPOSABLE LOVE
作詞:PETER BARAKAN・高橋幸宏/作曲:高橋幸宏
15. WHAT THE WORLD NEEDS NOW IS LOVE
作詞:HAL DAVID/作曲:BURT BACHRACH
16. はらいそ
作詞・作曲:細野晴臣